# Féres
Féres är en ort i Grekland.   Den ligger i prefekturen Nomós Évrou och regionen Östra Makedonien och Thrakien, i den nordöstra delen av landet, 400 km nordost om huvudstaden Aten. Féres ligger 30 meter över havet och antalet invånare är 5 403.
Terrängen runt Féres är lite kuperad. Runt Féres är det ganska tätbefolkat, med 62 invånare per kvadratkilometer. Féres är det största samhället i trakten. Trakten runt Féres består till största delen av jordbruksmark.